# Ernst Kiesling

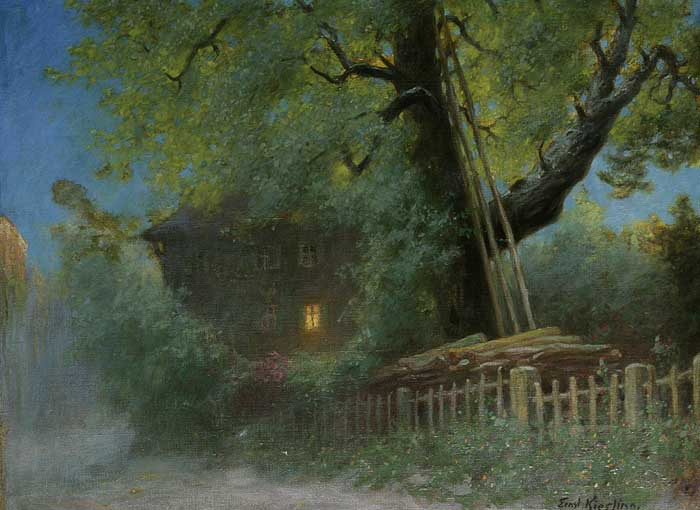
Ernst Kiesling: Dämmerung. Forsthaus bei Gößweinstein

Karl August Friedrich Ernst Kiesling (* 21. Oktober 1851 in Berlin; † 1929 in Leipzig) war ein deutscher Maler und Illustrator.

## Leben
Ernst Kiesling studierte von 1869 bis 1872 an der Kunstgewerbeschule in Berlin bei Professor Lechner und stellte erstmals 1874 bei den Berliner Akademieausstellungen aus. In den Jahren 1873 bis 1874 bildete er sich in München weiter. Er kehrte nach Berlin zurück und wohnte 1880 in der Alten Jacobstraße 145. Seit 1881 lebte er in Leipzig, wo er überwiegend als Illustrator tätig war. Des Weiteren schuf er dekorative Wandbilder für Privathäuser und öffentliche Gebäude und war seit 1893 auch als Kunstrezensent für Tageszeitungen tätig.

## Illustrationen (Auswahl)
- Otto Moser: Alt-Leipziger Messviertel auf der Sächsisch-Thüringischen Industrie- und Gewerbe-Ausstellung Leipzig 1897. Hrsg. von dem geschäftsführenden Ausschuss. Illustriert von Ernst Kiesling. J. J. Weber, Leipzig 1897.
- Franz Woenig: Die Pusztenflora der grossen ungarischen Tiefebene. Mit einer farbigen Beilage und zahlreichen Pflanzenbildern im Text von Maler Ernst Kiesling. Verlag von Carl Meyers Graphischem Institut, Leipzig 1899 (biodiversitylibrary.org Digitalisat).
- Heinrich Welcker: Der Baumeister von Alt-Leipzig. Roman. Buchschmuck von Ernst Kiesling. Elischer, Leipzig 1919.

## Schriften (Auswahl)
- Auerbachs Keller. Eine Erinnerung an die Sächsisch-Thüringische Industrie und Gewerbe Ausstellung Leipzig 1897. Meisenbach Riffarth, Leipzig 1897 (haab-digital.klassik-stiftung.de Digitalisat).
- Die Kunst der Schaufenster-Dekoration. Schriftleitung von Ernst Kiesling. 2 Bände, Verlag der "Deutschen Moden-Zeitung", Polich, Leipzig 1897–98.
- Praktische Anleitung zur Selbstausführung aller Maler- und Anstreicher-Arbeiten mit Leim-, Kasein-, Teer-, Öl- und Lackfarben nebst erprobten Rezepten über das Beizen des Holzes, über das Polieren, Vergolden, Bronzieren, Lackieren etc., über die Zubereitung von Kitten, das Reinigen der Decken und Wände, über die Beseitigung von Wasserflecken, die Bekämpfung des Hausschwammes usw. Ernstsche Verlagsbuchhandlung, Leipzig o. J.
- Adolph von Menzel’s Illustrationen zu Kugler, Geschichte Friedrich des Grossen. Hermann Mendelssohn, Leipzig 1906.
- Wesen und Technik der Malerei. Ein Handbuch für Künstler und Kunstfreunde. Hiersemann, Leipzig 1908 (archive.org).
- Festschrift zum 50jährigen Bestehen des Leipziger Künstlervereins. Chronik. Künstler-Verein, Leipzig 1908.